# Georgia repanda
Georgia repanda là một loài rêu trong họ Tetraphidaceae. Loài này được (Funck) Müll. Hal. mô tả khoa học đầu tiên năm 1848.